# Sygeplejerskestrejken 2021
Sygeplejerskestrejken 2021 (19. juni 2021 - 28. august 2021) var en strejke foranlediget af uoverensstemmelser ved overenskomstforhandlingerne i 2021 mellem medlemmerne af Dansk Sygeplejeråd og regionerne. Konflikten startede 19. juni 2021 efter et lille flertal af medlemmerne stemte nej til den overenskomst, som Dansk Sygeplejeråd havde forhandlet på plads. Hovedstridspunktet var lønningerne, som i følge sygeplejerskerne ligger langt under lønningerne hos klassiske mandefag som følge af Tjenestemandsreformen fra 1969. Efter nej'et til det første overenskomstforslag blev en ny aftale forhandlet i forligsinstitutionen, hvori der blev indskrevet en lønstrukturkomité. Dette forslag fik dog kun flere af sygeplejerskerne til at sige nej til aftalen, hvorefter strejken blev igangsat. Sygeplejerskerne blev også lovet en lignende ligelønskommission i 2008, hvor de strejkede sammen med flere faggrupper i forbindelse med overenskomstforhandlingerne. 
Strejken blev afsluttet, efter at et flertal af Folketingets partier bestående af regeringen, Venstre, Radikale Venstre, Konservative Folkeparti, Nye Borgerlige og Liberal Alliance ved en debat i Folketingssalen d. 27. august vedtog et lovindgreb. Loven var L240 i Samling 2020/2021 og blev vedtaget i Folketingets sommerferie som en hastelov.
Den 8. september nedlagde sygeplejerske arbejdet på en række af landets hospitaler i en time om morgenen. Arbejdsnedlæggelsen skete som følge af frustration over lovindgrebet, og den fik Danske Regioner til at indgive et klageskrift til Arbejdsretten.

## Baggrund
Sygeplejerskerne opfordrede allerede i april, inden strejken igangsattes, at man skulle lave trepartsforhandlinger for at finde en løsning på konflikten og for at gøre op med indplaceringen af sygeplejersker på de nederste løntrin efter Tjenestemandsreformen fra 1969. I marts 2021 stillede debattør og sygeplejerske Vibeke Kline Lange Frost et borgerforslag netop for at få ophævet Tjenestemandsreformen fra 1969 og gøre op med ligelønsproblematikken.  Borgerforslaget fik hurtigt den fornødne opbakning på 50.000 borgere, men det kunne ikke opnå flertal, da det blev stillet i Folketinget. Her stemte Socialdemokraterne, Venstre, De Konservative og Nye Borgerlige imod, mens Enhedslisten, SF, DF, Radikale Venstre, Alternativet og Frie Grønne stemte for.

## Forløb
Strejken blev igangsat d. 19. juni 2021, hvor 4.750 sygeplejerske påbegyndte strejke. Oprindeligt var cirka 5.200 dog blevet udtaget til strejke, men grundet nødberedskab blev det kun de 4.750. Den 10. august blev strejken udvidet med cirka 700 sygeplejersker som primært arbejder med fertilitetsbehandling. Den 17. august blev strejken yderligere udvidet med 225 sygeplejersker.
I midten af august udtrykte både Anders Kühnau og Grethe Christensen, at de ikke kunne komme til en løsning ved forhandlingsbordet og derfor ønskede et regeringsindgreb. Det afviste beskæftigelsesministeren dog, og Mette Frederiksen bekræftede, at regeringen ikke havde intentioner om at gribe ind i konflikten i forbindelse med en konference om "Fremtidens Danmark" d. 24. august 2021. Allerede dagen efter meldte regeringen dog, at de ville lave et lovindgreb i konflikten i samarbejde med et flertal af folketingets partier. Dette lovindgreb blev vedtaget ved en hastebehandling i Folketinget og mæglingsskitsen blev herved til lov med et flertal på 71 for og 30 imod.

## Kommunikation
I løbet af konflikten har flere kommunikationseksperter peget på, at strejken ikke har fået nok opmærksomhed i medierne blandt andet på grund af Danmarks succes ved Europamesterskabet i fodbold 2020 samt Coronaviruspandemien og sommerferie, hvilket har givet strejken mindre gennemslagskraft i befolkningen.
I starten af august 2021 var der ifølge en undersøgelsen Epinion havde lavet for DR stadig mange danskere, der ikke havde taget stilling til sygeplejerskestrejken. Undersøgelsen viste, at 42 % af de adspurgte støttede strejken, mens 19 % var modstandere og 35 % var uafklarede. En lektor ved Aalborg Universitet, Laust Høgedahl, udtalte i den forbindelse, "at sygeplejerskerne [havde] svært ved at trænge igennem".

## Efterspil
Regeringsindgrebet er blevet kritiseret af sygeplejerskerne. Det har yderligere ført til overenskomststridige arbejdsnedlæggelser fra flere sygeplejersker.